# Уилсон, Пол
По́л У́илсон (англ. Paul Wilson; 23 ноября 1950, Бангалор, Майсур — 18 сентября 2017) — шотландский футболист, игравший на позиции нападающего.

## Биография

### Юность
Уилсон родился в Бангалоре (Индия) в семье шотландца и индианки голландско-португальского происхождения. В возрасте одного года вместе с родителями переехал в Шотландию, где проживал сначала в Глазго, а затем в Милнгеви.

### Клубная карьера
В 1967 году 17-летний Уилсон подписал контракт с «Селтиком», который в те годы возглавлял Джок Стейн. Чтобы набраться игровой практики, он был отдан в аренду в молодёжную команду «Мэрихилл». В 1970 году он вернулся в основной состав «Селтика», за который дебютировал в национальном турнире 23 сентября в матче Кубка шотландской лиги против «Данди Юнайтед»; матч закончился победой «Селтика» со счётом 5:1. Следующие восемь сезонов он отыграл в составе «кельтов», выиграв два чемпионских титула и два Кубка Шотландии и Кубок Шотландский лиги 1975 года. Всего за «Селтик» во всех турнирах он сыграл 226 матчей и забил 62 гола.
В 1978 году Уилсон перешёл в «Мотеруэлл», за который отыграл один сезон.
Следующим клубом в его карьере стал «Партик Тисл», в котором он отыграл один сезон, а затем перешёл в «Блантайр Селтик». Отыграв два сезона, в 1982 году он завершил карьеру в возрасте 31 года.

### Карьера в сборной
5 февраля 1975 года сыграл единственный матч за сборную Шотландии в отборе на чемпионат Европы 1976 года; матч против сборной Испании завершился со счётом 1:1. Уилсон стал единственным не белым из 727 шотландских футболистов сборной Шотландии, сыгравший за неё в XX веке.

### Смерть
Скончался 18 сентября 2017 года в возрасте 66 лет.

## Достижения
«Селтик»
- Чемпион Шотландии (2): 1973/74, 1976/77
- Обладатель Кубка Шотландии (2): 1973/74, 1976/77
- Обладатель Кубка Шотландской лиги (1): 1974/75